# Omnibus (pojazd)

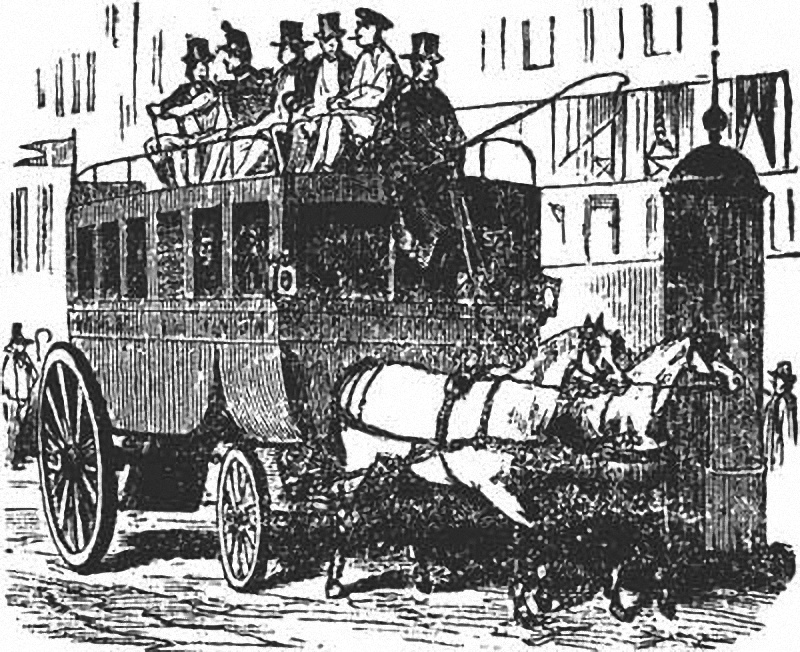
Omnibus konny

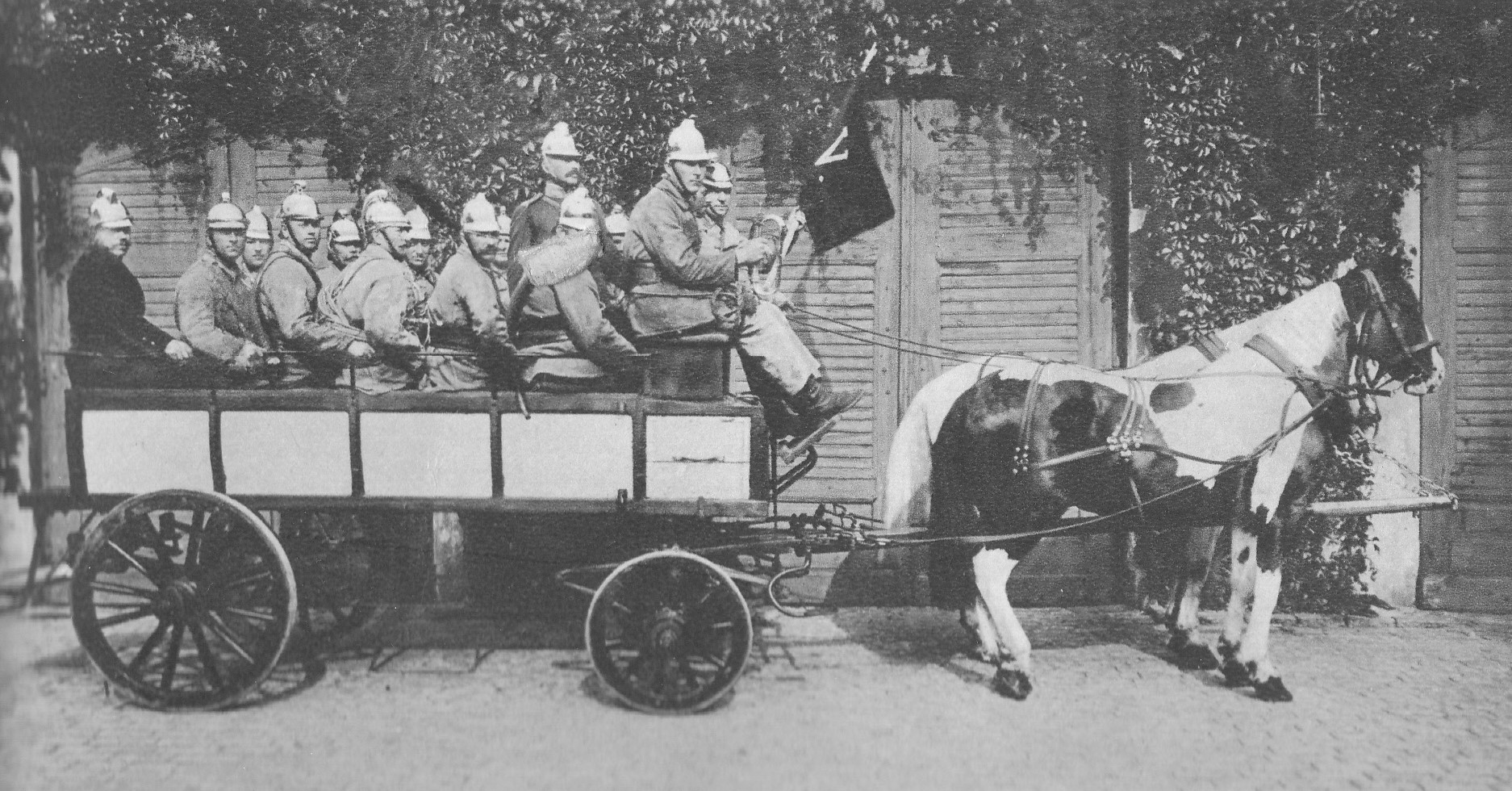
Omnibus V Oddziału Warszawskiej Straży Ogniowej

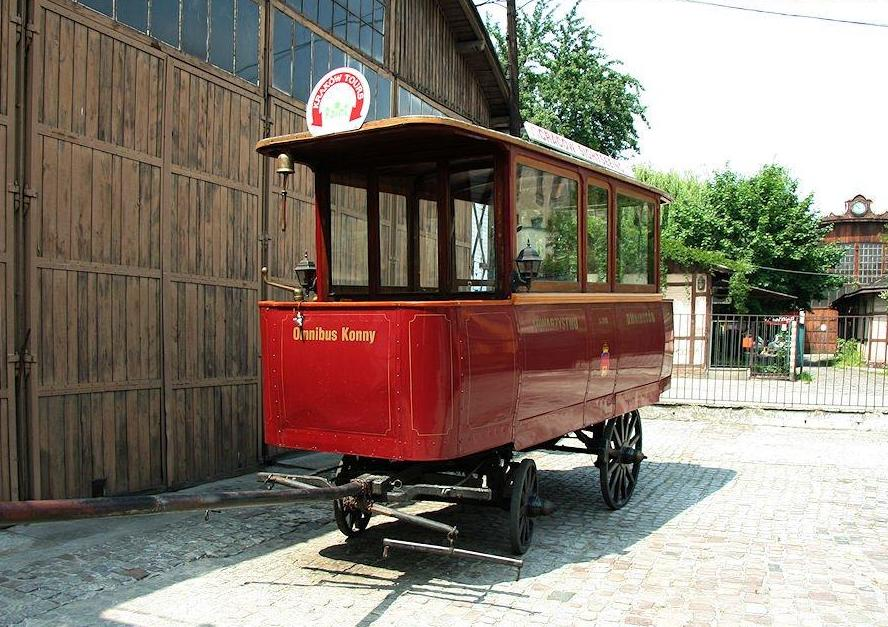
Omnibus konny w Muzeum Inżynierii Miejskiej w Krakowie

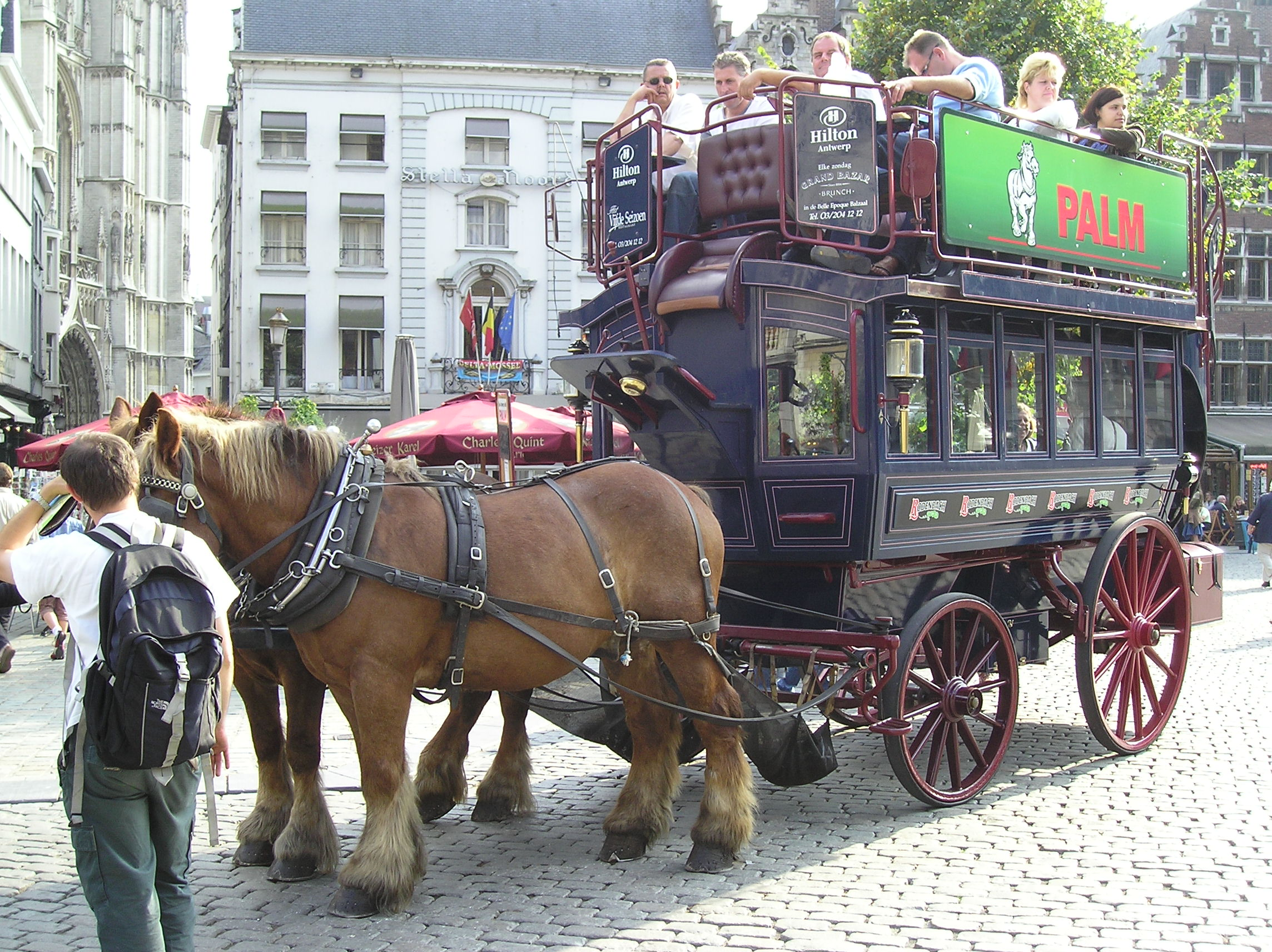
Omnibus w Antwerpii

Omnibus – konny pojazd wieloosobowy, przeważnie kryty, utrzymujący regularną komunikację. Od XVII do XIX wieku konny. Prawdopodobnie pierwszy tego typu pojazd zaprojektował słynny naukowiec Blaise Pascal. Po zastosowaniu napędu mechanicznego początkowo powstało określenie omnibus automobilowy, które się skróciło do autobus.

## Pochodzenie nazwy
Słowo pochodzi od łacińskiego słowa omnibus „dla wszystkich”, gdzie -bus jest końcówką dativu pluralis (odpowiednika polskiego celownika). Z połączenia tej końcówki z cząstką auto (grecki zaimek αυτο – ono, samo) powstał wyraz autobus. Pojazdy silnikowe określano w Niemczech jako Automobil-Omnibus (omnibus samochodowy), a następnie Auto-Omnibus, co skrócono na autobus, jakkolwiek Niemcy nadal używają słowa Omnibus na określenie autobusu. Nazwy omnibus użyto na znaczenie autobusu międzymiastowego w encyklopedii Samochody od A do Z, WKŁ, Warszawa 1961, gdzie podjęto próbę unormowania nazw różnych rodzajów autobusów.

## Historia

### Konny omnibus
Pierwszy konny omnibus uruchomiono w Paryżu w 1662 roku. Z biegiem czasu środek transportu zaczął się upowszechniać, tak aby w XIX wieku być już znanym w większości dużych miast Europy.

Jego stosowanie związane było z rozwojem mobilności i komunikacji mieszkańców miast okresu rewolucji przemysłowej i ekspansji mieszczaństwa.
Upowszechnienie się omnibusów w miastach wiązało się z budową dworców kolejowych, bowiem pasażerowie kolei często za ich pomocą podróżowali od stacji do oddalonych dzielnic lub pobliskich miejscowości (tak było np. w przypadku stacji Hamburg-Altona).

### Parowy omnibus
W latach 20. XIX wieku, w miarę rozwoju napędu parowego, zaczęły pojawiać się omnibusy parowe, tworzone przez różnych wynalazców. Przodowała pod tym względem Wielka Brytania, gdzie na przełomie lat 20/30. XIX wieku powstały już regularne połączenia parowymi omnibusami, zabierającymi od kilkunastu do 40 pasażerów w przedziałach podobnych do karety. Nowy środek lokomocji budził jednak kontrowersje, a także był przedmiotem walki konkurencyjnej, posuwającej się nawet do aktów sabotażu, ze strony właścicieli konnych omnibusów i linii kolejowych. Jedną z przewag omnibusu parowego, dzięki większej szybkości, okazało się znikome ryzyko rozbojów na drodze. W 1865 roku parlament brytyjski uchwalił „akt o lokomotywach na drogach”, znany jako ustawa o czerwonej fladze, który zatrzymał rozwój drogowej komunikacji parowej, ograniczając  prędkość omnibusów w terenie niezabudowanym do 4 mil na godzinę i wprowadzając wymóg poprzedzania ich przez człowieka z czerwoną flagą. W kontynentalnej Europie zainteresowanie omnibusami parowymi było mniejsze i opóźnione, niemniej m.in. udane pojazdy tego typu konstruowano w latach 70. we Francji.

### Autobus
Na terenie Polski pierwsze omnibusy z silnikiem powstały w warszawskiej fabryce powozów „W. Romanowski” w 1904 roku.
W 1900 r. szczecińska firma Stoewer uruchomiła pierwszą w Europie fabrykę autobusów.
Szczególnymi omnibusami, z racji miejsca funkcjonowania, były konne omnibusy − po wstrzymaniu komunikacji Tramwajowej − warszawskiego getta, nazywane tam popularnie „konhellerkami”, od nazwisk twórców i właścicieli tego przedsiębiorstwa - Kona i Hellera.
Dane techniczne polskich omnibusów z 1904 r.
- silnik spalinowy: francuski „Mutel” o mocy 10-12 KM
- prędkość maksymalna: 20 (35) km/h
- liczba pasażerów: 7 + kierowca
- konstruktorzy: mechanik Wincenty Schindler i inż. Henryk Brzeski